# Гранит-Рок (тауншип, Миннесота)
Гранит-Рок (англ. Granite Rock) — тауншип в округе Редвуд, Миннесота, США. На 2000 год его население составило 241 человек.

## География
По данным Бюро переписи населения США площадь тауншипа составляет 94,1 км², из которых 94,1 км² занимает суша, а 0,1 км² — вода (0,05 %).

## Демография
По данным переписи населения 2000 года здесь находились 241 человек, 78 домохозяйств и 64 семьи.  Плотность населения —  2,6 чел./км².  На территории тауншипа расположено 87 построек со средней плотностью 0,9 построек на один квадратный километр. Расовый состав населения: 100,00 % белых.
Из 78 домохозяйств в 44,9 % воспитывались дети до 18 лет, в 73,1 % проживали супружеские пары, в 3,8 % проживали незамужние женщины и в 17,9 % домохозяйств проживали несемейные люди. 14,1 % домохозяйств состояли из одного человека, при том 2,6 % из — одиноких пожилых людей старше 65 лет. Средний размер домохозяйства — 3,09, а семьи — 3,44 человека.
35,3 % населения — младше 18 лет, 8,7 % — в возрасте от 18 до 24 лет, 22,0 % — от 25 до 44, 24,1 % — от 45 до 64, и 10,0 % — старше 65 лет. Средний возраст — 33 года. На каждые 100 женщин приходилось 115,2 мужчин.  На каждые 100 женщин старше 18 приходилось 116,7 мужчин.
Средний годовой доход домохозяйства составлял 35 000 долларов, а средний годовой доход семьи —  37 250 долларов. Средний доход мужчин —  30 625 долларов, в то время как у женщин — 20 500. Доход на душу населения составил 12 631 доллар. За чертой бедности находились 8,2 % семей и 12,1 % всего населения тауншипа, из которых 15,0 % младше 18 и 6,5 % старше 65 лет.